# Dadabhai Naoroji
Dadabhai Naoroji, né le 4 septembre 1825 à Bombay en Inde britannique et mort le 30 juin 1917 à Bombay, est un homme politique, intellectuel et économiste indien et britannique. Il est l'une des principales figures du nationalisme indien à la fin du XIXe siècle. Étant un sujet de la Couronne britannique, il est également la première personne d'origine non européenne à être élue député à la Chambre des communes.

## Biographie
Fils d'un prêtre, zoroastrien, il enseigne les mathématiques et la philosophie naturelle à Bombay et se lance dans les affaires. En 1851, il lance le journal Rast Goftar à Bombay. Il s'installe une première fois au Royaume-Uni en 1855, s'y associant à plusieurs entreprises britanniques. En 1856, il est nommé professeur de gujarati à la University College de Londres - devenant le premier Indien titulaire d'un poste de professeur d'université au Royaume-Uni,. Économiste, il développe une critique détaillée des aspects économiques de l'impérialisme britannique en Inde, et promeut les droits des Indiens, notamment dans le domaine commercial. Dans le bilan qu'il dresse de la colonisation en Inde, il remercie les Britanniques d'avoir aboli l'infanticide et le sacrifice des veuves, d'avoir apporté la paix et la sécurité, l'éducation, la liberté d'expression et la justice (bien que parfois biaisée en faveur des colons, remarque-t-il), ainsi que le développement matériel. Il leur reproche néanmoins d'avoir bafoué les droits politiques des Indiens, d'avoir renoncé à leurs promesses d'autonomie, de ne pas assez former les Indiens à l'administration de leur propre pays, de traiter souvent les Indiens avec mépris et de ne pas se soucier de leurs intérêts, d'avoir imposé une fiscalité trop lourde, et enfin d'avoir appauvri la colonie en sapant ses ressources au profit du Royaume-Uni,.
De retour en Inde, en 1874 il est nommé premier ministre de l'État princier de Baroda, puis siège au Conseil législatif colonial de Bombay de 1885 à 1889. En 1885, il est l'un des fondateurs du Congrès national indien, le principal mouvement politique en faveur de l'indépendance, qui demeure à ce jour l'un des principaux partis politiques indiens. Il devient le premier président du parti en 1886,.
Il demeure néanmoins impliqué en politique britannique, étant membre du Parti libéral et ayant établi des liens avec des députés nationalistes irlandais au Parlement britannique. Pour les élections législatives britanniques de 1886, en juillet, il est le candidat libéral dans la circonscription de Holborn, dont l'électorat est majoritairement acquis au Parti conservateur. Sans surprise, il est donc battu. Il est à nouveau candidat libéral aux législatives de juillet 1892, cette fois dans la circonscription de Finsbury, qu'il remporte avec une majorité de tout juste cinq voix. Il est alors la première personne non-blanche à siéger au Parlement britannique. Il promet de se consacrer principalement aux citoyens de sa circonscription, tout en précisant qu'il s'estime également le représentant de la population de l'Inde au Parlement. Membre de l'aile gauche du Parti libéral, il promeut d'importantes réformes sociales pour le Royaume-Uni, les droits des femmes, et l'accès à l'autonomie pour l'Irlande,. Il attire également l'attention sur sa thèse principale : l'appauvrissement de l'Inde en raison des réglementations commerciales et autres politiques coloniales imposées par le Royaume-Uni. Il contribue à faire adopter une loi permettant le recrutement d'Indiens dans l'administration coloniale indienne sans que ceux-ci n'aient à venir passer leurs examens d'embauche en Angleterre.
Il perd son siège lors des élections d'août 1895. Il se présente à nouveau aux élections de 1906, qui sont une grande victoire pour le Parti libéral, mais il est à nouveau battu. Entre-temps, il s'est consacré à l'écriture, publiant Poverty and Un-British Rule in India en 1901 (dénonciation du non-respect par les Britanniques de leurs propres valeurs essentielles en Inde), puis The Rights of Labour en 1906 (prônant une meilleure protection des droits des ouvriers). Il quitte définitivement le Royaume-Uni en 1907 pour s'installer à nouveau à Bombay, où il meurt en 1917.